# Parti de l'indépendance hongrois

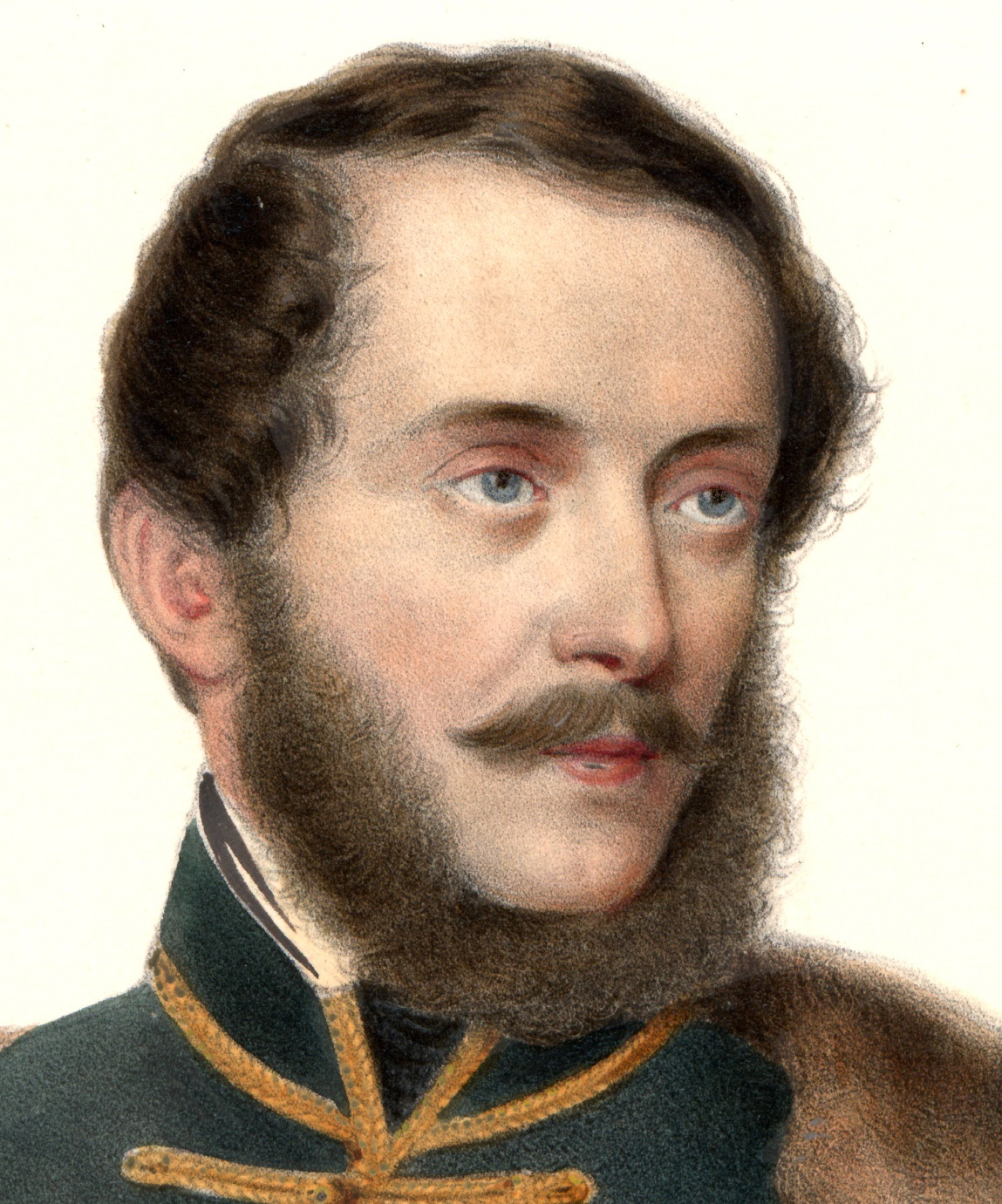
Lajos Kossuth, diffuseur des idées de l'indépendance hongroise

Le Parti de l'indépendance, ou parti de 1848 (en hongrois Függetlenségi és 48-as Párt), était un parti politique hongrois qui inscrivait son action dans le cadre de la Constitution hongroise de 1867. Ce parti était organisé autour des idées de Kossuth, favorable à l'indépendance du Royaume de Hongrie. En 1867, ce parti est minoritaire, puis, au fil des élections législatives, devient le premier parti de Hongrie. À partir de la prise du pouvoir par Istvan Tisza, en 1912, le parti est de plus en plus marginalisé dans la vie politique hongroise.